# Кајуци (Бакау)
Кајуци (рум. Căiuți) насеље је у Румунији у округу Бакау у општини Кајуци. Oпштина се налази на надморској висини од 175 m.

## Становништво
Према подацима из 2011. године у насељу је живело 1533 становника.